# هومیگویان
هومیگویان (نام علمی: Eucarida) نام یک فراراسته از زیررده هونرم‌زرهیان است.